# Вторые куявские анналы
[Вторые] куявские анналы лат. Annales Cuiavienses — сделанные в сер. XIV в. на латинском языке исторические заметки некого, неизвестного по имени жителя Куявии. Название «Вторые» эти анналы получили от русского переводчика А. С. Досаева, чтобы отличить их от Куявских анналов 1202—1376 гг., опубликованных в А. Беловским в 3-м томе Monumenta Poloniae Historica под названием «Rocznik Kujawski». Сохранились в рукописи нач. XVI в. Охватывают период с 965 по 1347 гг. Состоят из двух частей: 1) до 1238 г. — сделанные ещё в XIII в. выдержки из польских «Анналов Святого Креста»; 2) до 1347 г. — по мнению В. Кетржинского — сделанные в XV в. выписки из различных рукописей монастырей куявского диоцеза. Содержат сведения как из польской истории, так и из истории соседних стран: Литвы, Германии, Италии и пр.

## Издания
- Annales Cuiavienses / ed. W. Ketrzynski // MPH, T. 5. Lwow, 1888, p. 885—889.

## Переводы на русский язык
- Архивная копия от 10 мая 2012 на Wayback Machine [Вторые] куявские анналы в переводе А. С. Досаева на сайте Восточная литература